# Chlamydera guttata
L'uccello giardiniere occidentale o clamidera occidentale (Chlamydera guttata Gould, 1862) è un uccello passeriforme della famiglia Ptilonorhynchidae.

## Etimologia
Il nome scientifico della specie, guttata, deriva dal latino e significa "maculata", in riferimento alla colorazione del piumaggio di questi uccelli.

## Descrizione

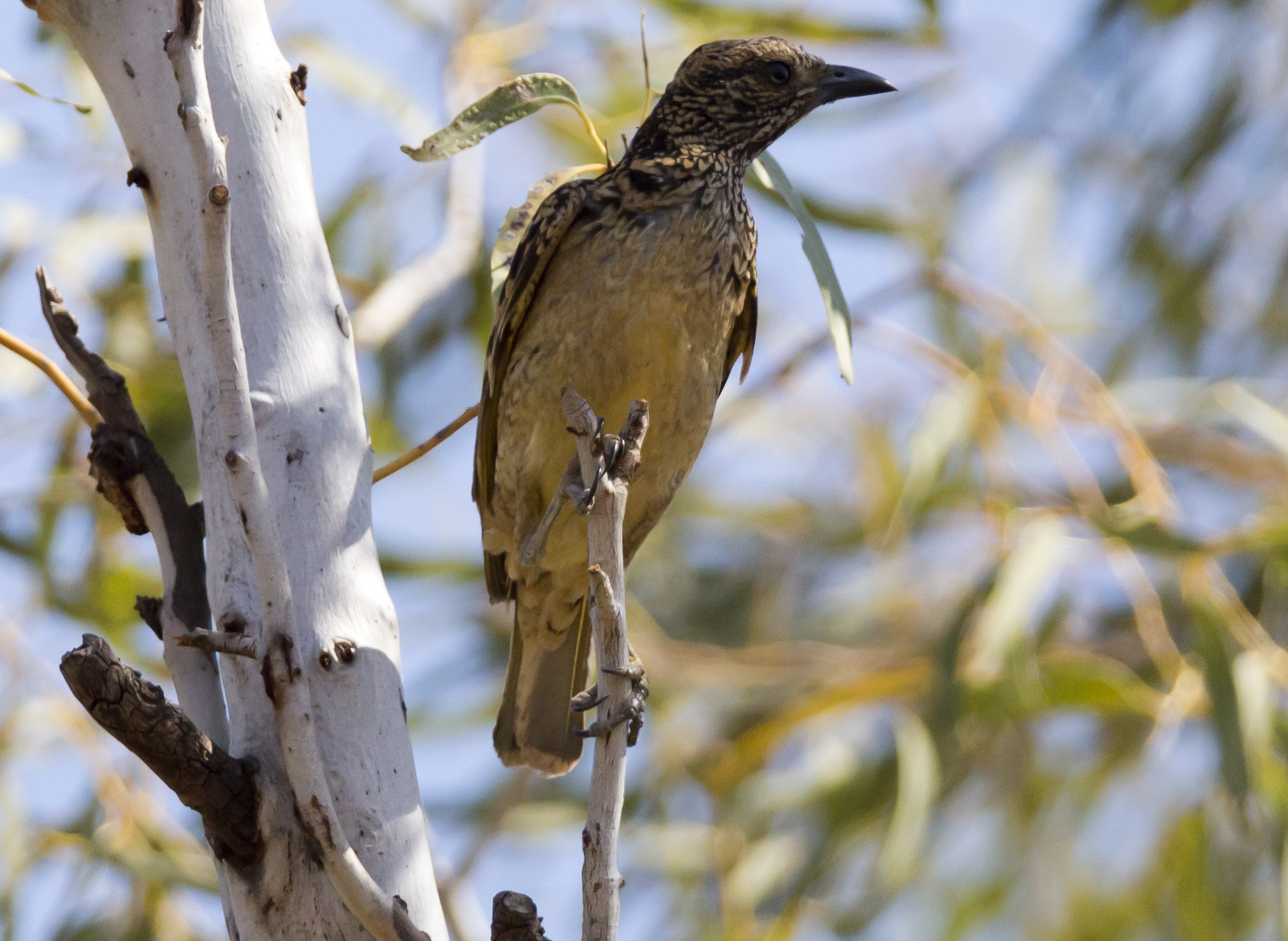
Esemplare nel Pilbara.

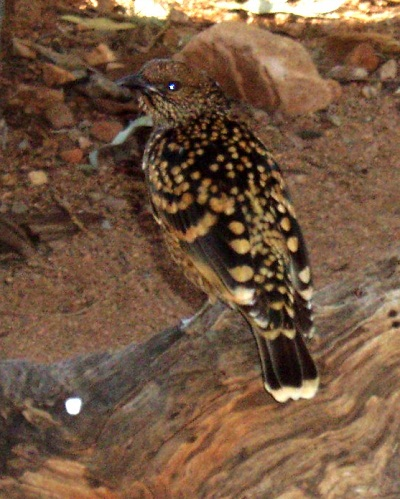
Esemplare ad Alice Springs.

### Dimensioni
Misura 28 cm di lunghezza, per 122-148 g di peso.

### Aspetto
Si tratta di uccelli dall'aspetto massiccio ma slanciato con piccola testa arrotondata, collo allungato e robusto, becco robusto e conico dalla punta ricurva verso il basso, ali digitate, zampe forti e allungate e coda piuttosto lunga, sottile e dall'estremità squadrata. 
Il piumaggio si presenta di colore bruno-nerastro su testa, dorso, ali, codione e coda, con le singole penne che presentano un'estesa macchia circolare sulla punta (da cui il nome scientifico della specie), la quale è di colore grigiastro sulla calotta (fronte, vertice e nuca, dove peraltro l'estensione della colorazione è maggiore) e bruno-arancio sul resto dell'area (con maggiore estensione dell'area colorata sulle copritrici e specialmente sulle remiganti): il petto è di colore bruno-aranciato, che sfuma nel beige-sabbia su fianchi e ventre.
Il dimorfismo sessuale, a dispetto della colorazione screziata e mimetica, è ben evidente: i maschi presentano colorazione più vivida rispetto alle femmine, oltre a presentare un'estesa chiazza di penne erettili di colore grigio-azzurrino con vaghi riflessi rosa-violacei sulla parte posteriore del collo (appena sotto la nuca), del tutto assente negli esemplari di sesso femminile. Le femmine, inoltre, presentano coda più lunga in proporzione alle dimensioni totali rispetto ai maschi.
Il becco è nerastro con margine basale grigio-avorio, le zampe sono di colore grigio-nerastro e gli occhi sono di colore bruno.

## Biologia

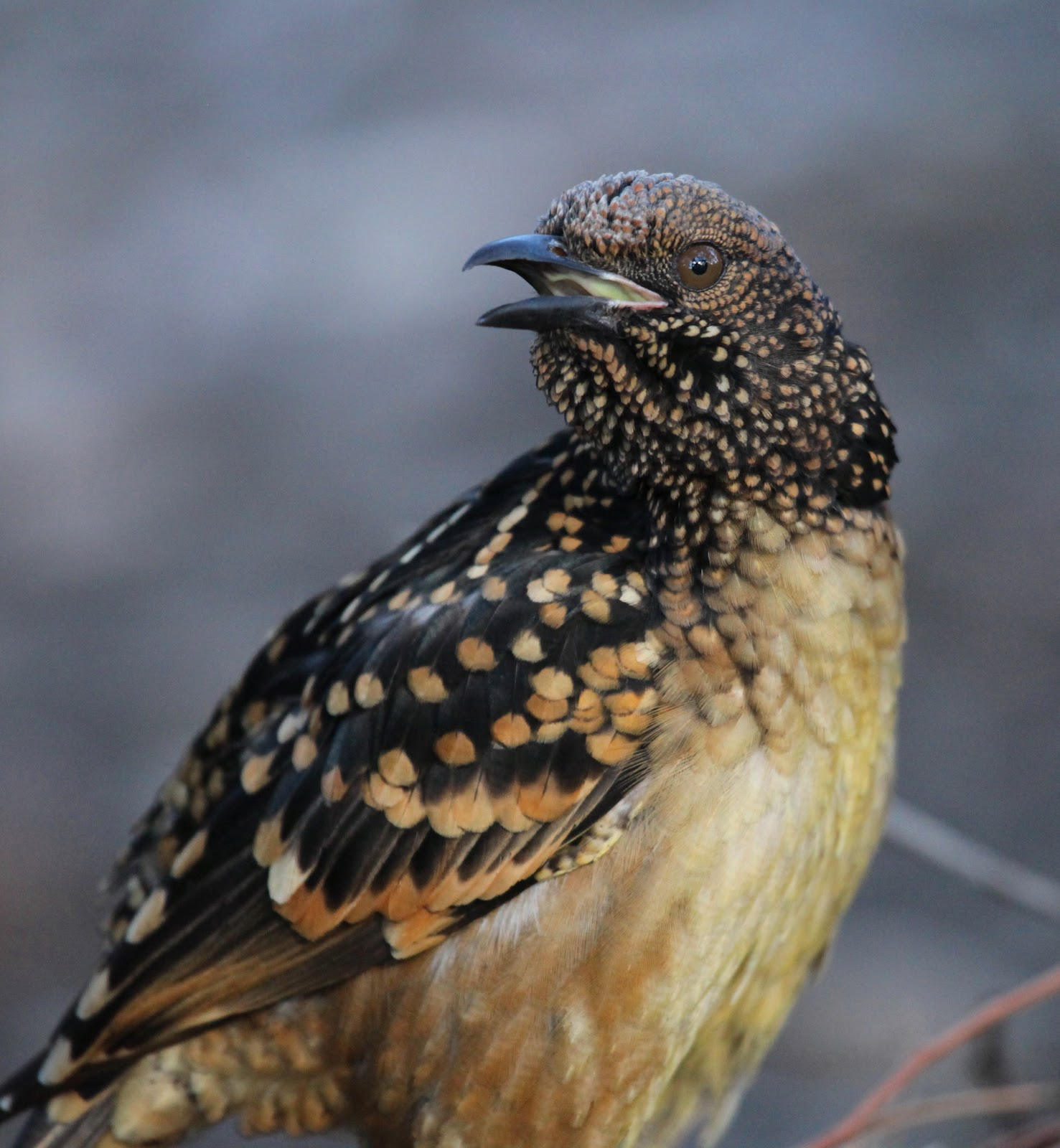
Maschio vocalizza nel Territorio del Nord.

Si tratta di uccelli dalle abitudini di vita essenzialmente diurne, che passano la maggior parte della giornata alla ricerca di cibo al suolo o fra i rami di cespugli ed alberi, pronti a rifugiarsi nel folto della vegetazione al minimo cenno di pericolo, dove confidano nella livrea screziata per mimetizzarsi. Sebbene sia possibile dopo la stagione riproduttiva osservarne piccoli stormi, formati principalmente da femmine e giovani esemplari, i maschi tendono ad essere solitari e a mostrare territorialità quando sono in amore.
Gli uccelli giardiniere occidentali sono generalmente silenti: durante la stagione degli amori, i maschi emettono aspri versi gracchianti per attirare le femmine e tenere lontani eventuali rivali.

### Alimentazione
La dieta di questi animali è virtualmente onnivora ma tendenzialmente frugivora, componendosi in gran parte di frutta (in special modo fichi del deserto, ma anche zucche serpentine e Santalales), ma comprendendo anche altri materiali di origine vegetale (fiori, granaglie, foglie e germogli) e animale (in special modo ragni e grossi insetti come coleotteri, falene e cavallette).

### Riproduzione
Si tratta di uccelli poligini che possono riprodursi durante tutto l'anno, prediligendo per farlo il periodo da luglio a dicembre ed evitando invece il periodo fra aprile e giugno.

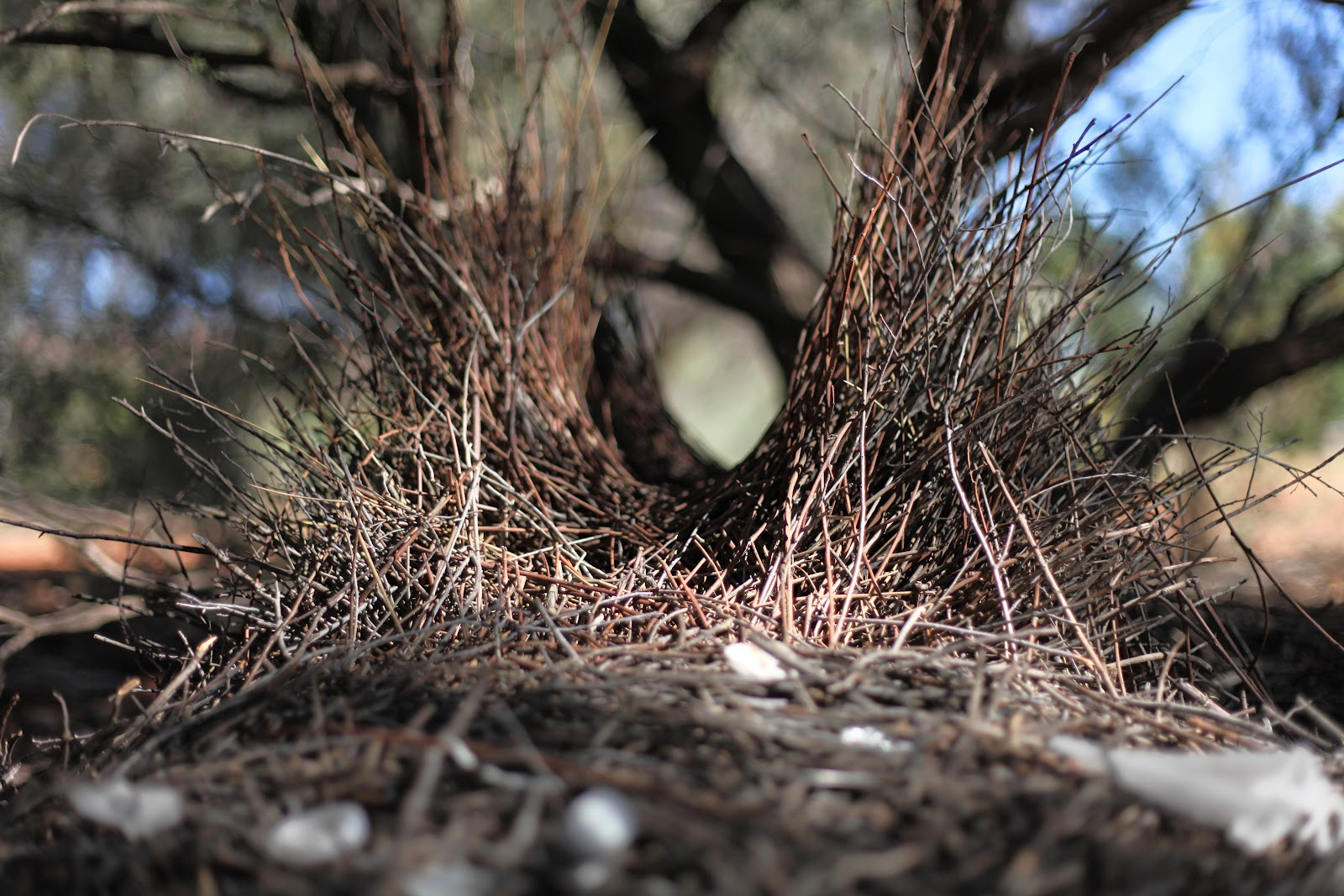
Pergolato nuziale nel Territorio del Nord.

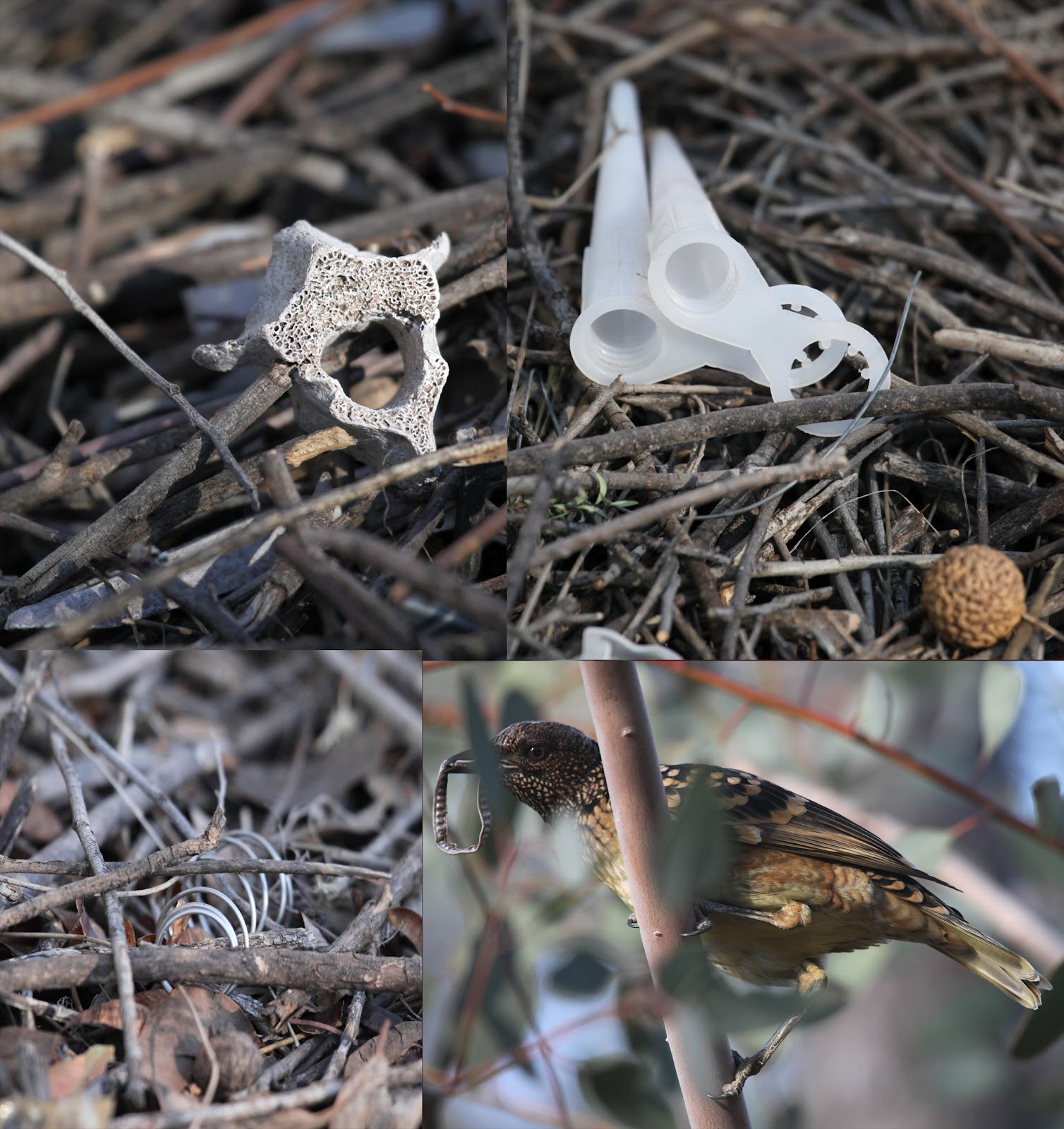
Oggetti naturali e artificiali in un pergolato.

I maschi tendono a delimitare un proprio territorio, all'interno del quale essi costruiscono, in uno spiazzo accuratamente ripulito da sassi e detriti per l'occasione, una struttura nuziale piuttosto voluminosa (20-25 cm d'altezza per 25-35 cm di lunghezza) a forma di vialetto, piantando due file parallele di rametti al suolo e foderandone anche il pavimento con rametti: l'area attorno al pergolato viene invece decorata con oggetti colorati e luccicanti, con predilezione per quelli di colore bianco o verde, fra i quali vi possono essere sia materiali di origine animale (ossicini, conchiglie, bacche, sassolini levigati) che artificiale (piccoli oggetti di plastica, schegge di vetro, bossoli). I maschi percorrono anche distanze considerevoli per trovare oggetti di loro gradimento, non di rado sottraendoli di nascosto ad altri maschi: i pergolati nuziali vengono generalmente riutilizzati anno dopo anno.

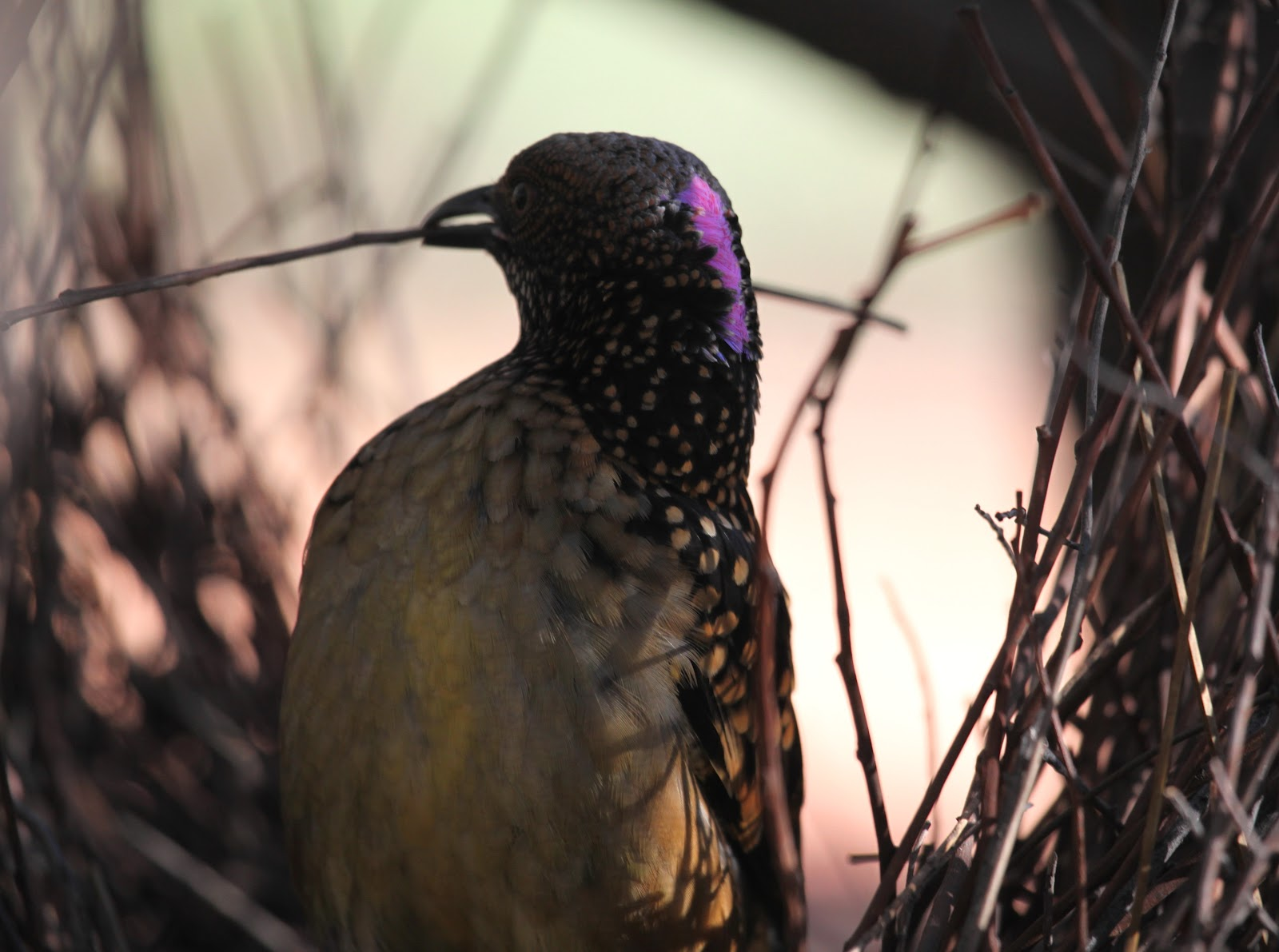
Maschio con cresta nucale in bella vista.

Il maschio si posiziona nei pressi del proprio pergolato, vocalizzando per attirare le femmine: all'arrivo di una di esse, lo spasimante (che in genere se ne sta nascosto fra la vegetazione) si palesa, seguendola nella sua visita alla struttura ed al contempo esibendosi in una danza rituale che prevede l'apertura e chiusura di ali e coda, saltelli, scuotimento di oggetti tenuti nel becco e movimenti assertivi della testa, il tutto tenendo la cresta nucale rosata ben eretta e visibile.
Se la femmina rimane favorevolmente impressionata dall'esibizione del maschio, si lascia montare nel pergolato oppure nelle immediate vicinanze di esso: dopo l'accoppiamento, i due si separano, col maschio che riprende la sua attività e la femmina che si appresta a portare avanti da sola una nidiata.
Il nido viene costruito a 2-6 metri d'altezza in un cespuglio o un albero, solitamente su di un'epifita: esso presenta forma a coppa appiattita con ampia piattaforma circostante, e viene edificato intrecciando rametti e foderando l'interno con fibre vegetali.

Al suo interno, la femmina depone 1-2 uova di colore grigio-verdastro, lucide e finemente screziate di bruno scuro: essa provvede a covarle per un periodo di tempo ancora sconosciuto (verosimilmente attorno alle tre settimane), così come a suo completo carico sono le cure parentali nei confronti dei pulli, ciechi ed implumi alla schiusa e pronti all'involo a tre settimane da essa, ma completamente indipendenti solo a circa tre mesi di vita.

## Distribuzione e habitat

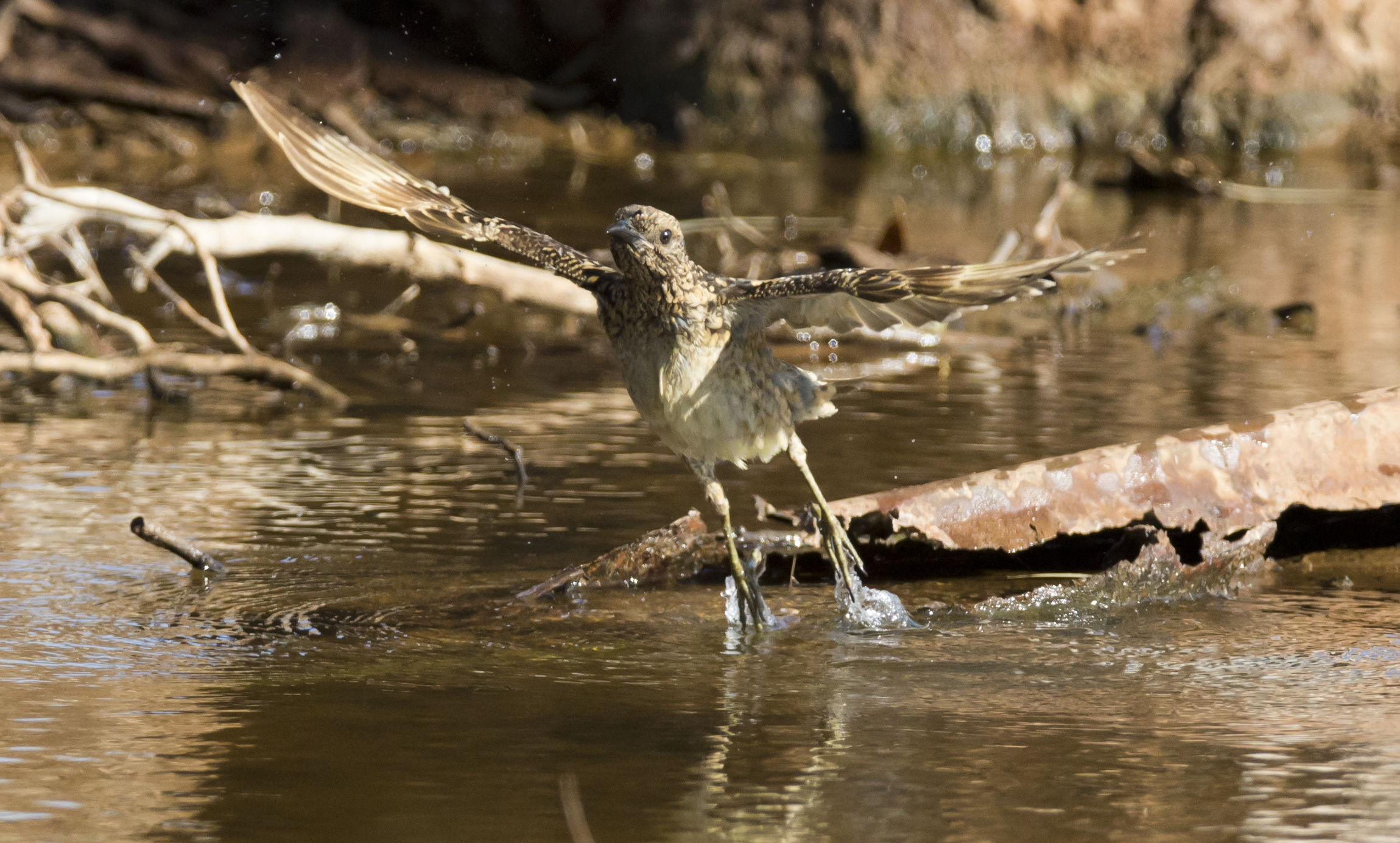
Esemplare al bagno a Karratha.

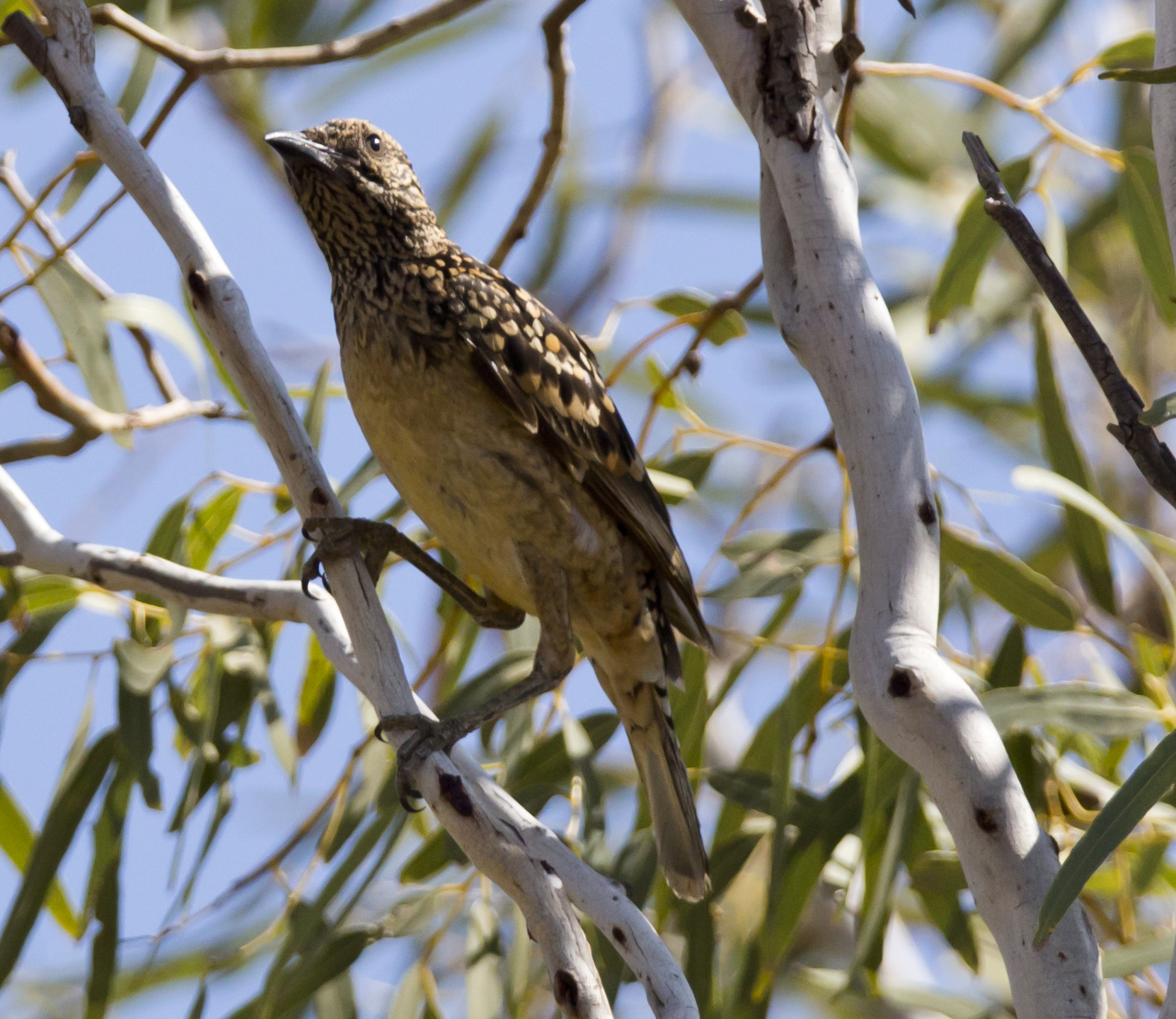
Esemplare su di un albero.

L'uccello giardiniere occidentale è endemico dell'Australia, della quale popola un ampio areale che va dal Pilbara a Capo Nord-Ovest e all'interno fino all'area circostante Alice Springs, attraverso l'Australia Occidentale centrale e nord-occidentale, il sud del Territorio del Nord e l'estremo nord dell'Australia Meridionale.
La specie è generalmente residente nell'ambito del proprio areale di diffusione: possono tuttavia manifestarsi fenomeni di dispersioni dovuti alla siccità o alla stagionalità della maturazione di grandi quantità di cibo.
L'habitat di questi uccelli è rappresentato dalla foresta ripariale nelle aree rocciose e dalle aree di macchia e di foresta arida, mai comunque troppo lontano da fonti d'acqua dolce permanenti.

## Tassonomia
Se ne riconoscono due sottospecie:
- Chlamydera guttata guttata Gould, 1862 - la sottospecie nominale, diffusa nella maggior parte dell'areale occupato dalla specie;
- Chlamydera guttata carteri Mathews, 1920 - endemica della penisola di Capo Nord-Ovest;

In passato, l'uccello giardiniere occidentale veniva accorpato all'uccello giardiniere maculato col rango di sottospecie: tuttavia, le differenze morfologiche e genetiche ne hanno decretata la separazione da quest'ultimo, con l'elevazione al rango di specie a sé stante.